# Holíč
Pour les articles homonymes, voir Weisskirchen.
Holíč (en allemand : Weißkirchen (an der March) / Holitsch ; en hongrois : Holics) est une ville de Slovaquie située dans la région de Trnava.

## Histoire
Première mention écrite de la ville en 1217.

## Démographie

### Évolution de la population
| Année:               | 1994.  | 2004.   | 2014.   | 2024.   |
| -------------------- | ------ | ------- | ------- | ------- |
| Nombre de personnes: | 11 261 | 11 617  | 11 181  | 10 858  |
| Différence:          |        | +3,16 % | -3,75 % | -2,88 % |

| Année:               | 2023.  | 2024.   |
| -------------------- | ------ | ------- |
| Nombre de personnes: | 10 928 | 10 858  |
| Différence:          |        | -0,64 % |

## Villes jumelées
- Hodonín (Tchéquie)
- Hollabrunn (Autriche)

## Honneur
L'astéroïde (38238) Holíč porte son nom.

## Galerie

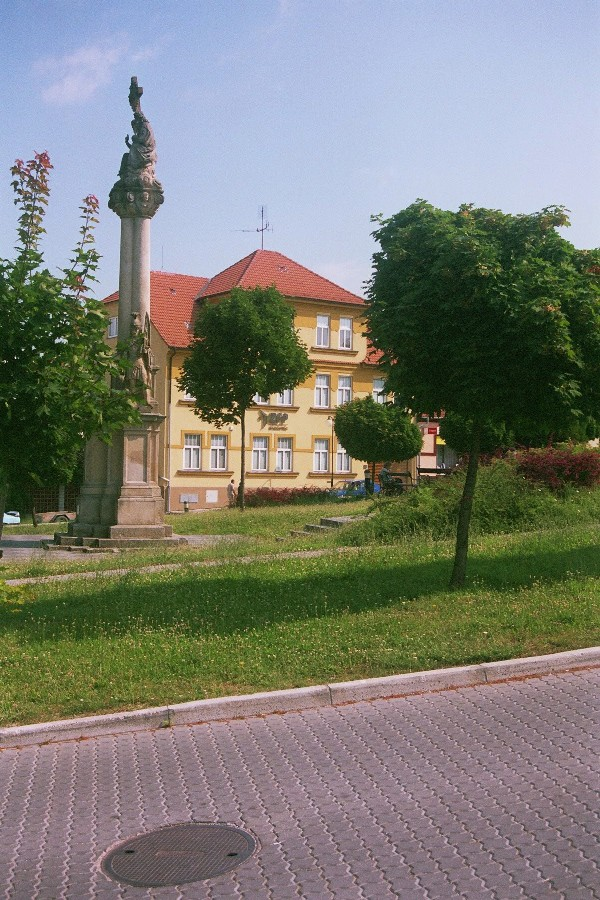
Place
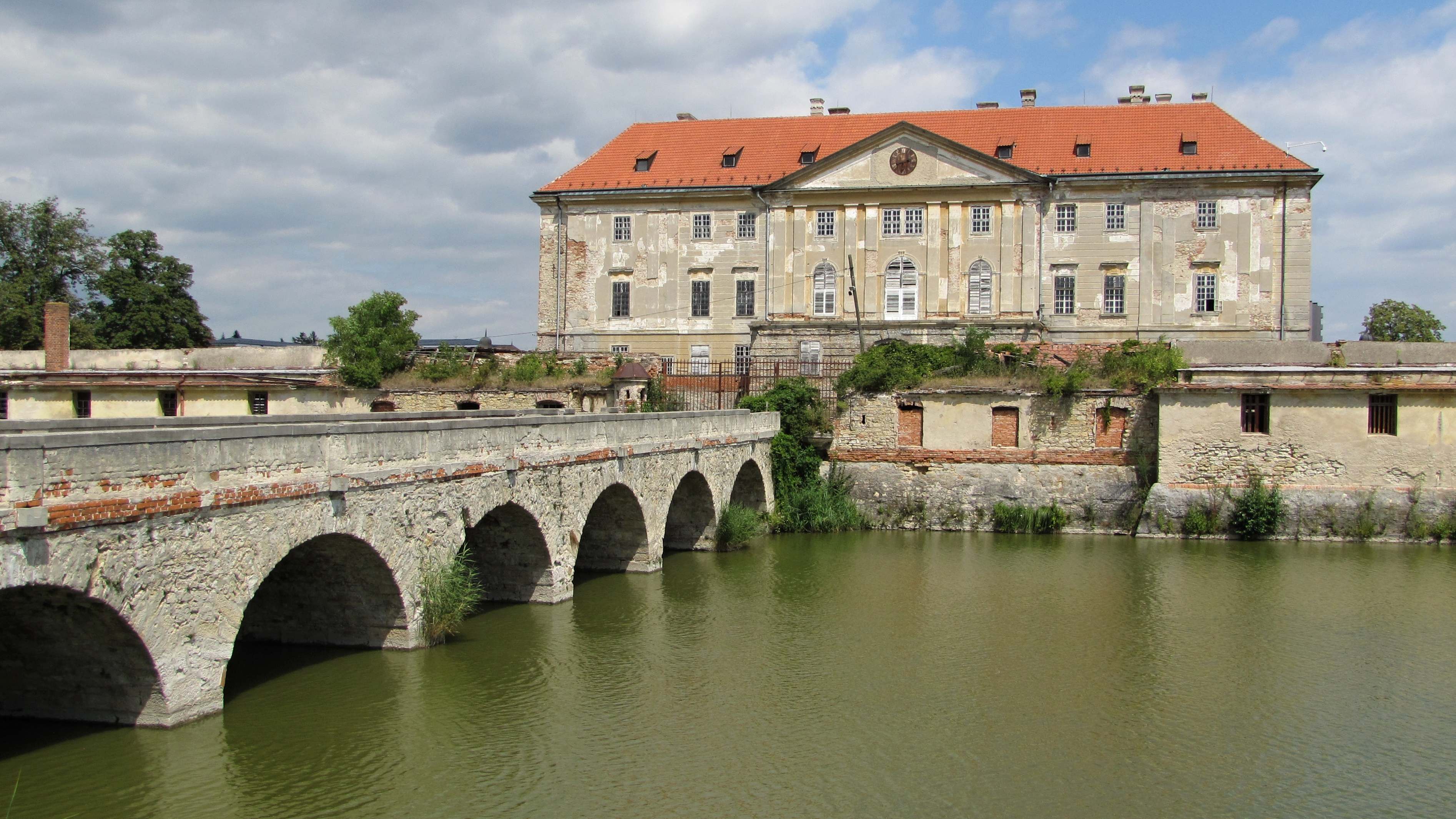
Château